# Ted Baillieu

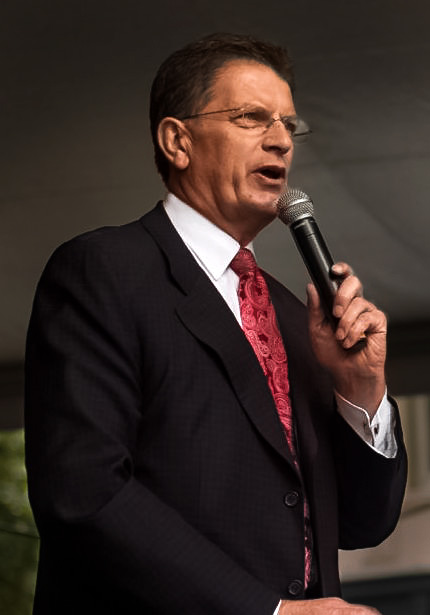
Ted Baillieu, 2013

Ted Baillieu AO (* 31. Juli 1953 in Melbourne als Edward Norman Baillieu) ist ein australischer Politiker und gehört der Liberal Party an. Er war der Oppositionsführer des Bundesstaates Victoria und Mitglied im Unterhaus von Victoria. Von Dezember 2010 bis März 2013 stand er als Premierminister von Victoria einer konservativ-liberalen Koalitionsregierung vor.
Baillieu wuchs in Toorak, einem Vorort von Melbourne, auf. In Melbourne besuchte er zunächst die Melbourne Grammer School und danach die Universität Melbourne. Nach seinem Studium arbeitete er erfolgreich als Architekt. Er gehört derzeit auch zu den wohlhabendsten Politikern Victorias mit einem Portfolio, das mehr als 30 Unternehmen einschließt, darunter Coles Myer und BHP Billiton. Weiter unterstützt er karitative Organisationen wie die Epilepsy Foundation of Victoria.
Baillieu zog als Abgeordneter für die Wählerschaft von Hawthorn, ein Stadtteil von Melbourne, 1999 ins Parlament von Victoria ein und sitzt seitdem als permanentes Mitglied der Liberal Party in der ersten Sitzreihe des Unterhauses. Bereits vor seiner Wahl war er ein Beamter auf staatlicher und föderalistischer Ebene. Die Wahl im Jahr 1999 gewann Steve Bracks mit der Australian Labor Party, der dadurch Premierminister von Victoria wurde.
Im Parlament hatte Ted Baillieu seit 1999 mehrere Posten als Schattenminister:
- Shadow Minister for Tertiary Education and Training (1999–2001)
- Shadow Minister for Gaming (Juli 2000 – August 2002)
- Shadow Minister for Planning (September 2001 – Mai 2006)

Monatelang kursierten Gerüchte, dass Baillieu den Vorsitz der Liberal Party in Victoria übernehmen würde. Am 8. Mai 2006 wurde er, vier Tage nachdem Robert Doyle seinen Rücktritt bekannt gab, schließlich widerstandslos von der Partei als Oppositionsführer gewählt. Am 25. November 2006 verlor die Liberal Party unter der Führung von Ted Baillieu die Wahlen in Victoria.
2010 gewann Baillieus Parteienbündnis die Wahlen in Victoria, Ted Baillieu wurde daraufhin am 2. Dezember Premierminister und Nachfolger von John Brumby. Im März 2013 musste Baillieu im Zuge einer Korruptionsaffäre zurücktreten, ihm folgte Denis Napthine im Amt.
Ted Baillieu ist verheiratet und hat mit seiner Frau Robyn drei Kinder.
| Personendaten    | Personendaten                                |
| ---------------- | -------------------------------------------- |
| NAME             | Baillieu, Ted                                |
| ALTERNATIVNAMEN  | Baillieu, Edward Norman (vollständiger Name) |
| KURZBESCHREIBUNG | australischer Politiker                      |
| GEBURTSDATUM     | 31. Juli 1953                                |
| GEBURTSORT       | Toorak                                       |